# Cornu sacralis

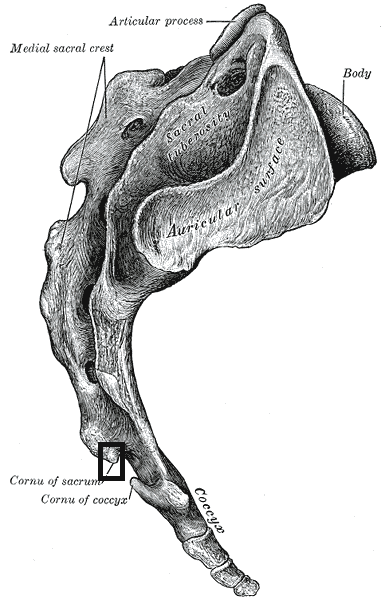
A kereszt- és farokcsont (az apró fekete téglalap jelöli a szarvakat)

A cornu sacralis (ez egy szarv) két apró nyúlvány amik egymás felé néznek. A keresztcsont (os sacrum) hiatus sacralis részénél találhatóak. A canalis sacralis-ban végződnek.